# Perjevirágúak
A perjevirágúak vagy pázsitfűvirágúak (Poales) az egyszikűek (Liliopsida) osztályának egy rendje.
Az APG III-rendszer szerint a commelinids klád tagja. Régebbi rendszerezések szerint egyetlen családja a perjefélék (Poaceae), azonban a legújabb kladisztikai vizsgálatok szerint több más, korábban nem idesorolt család is egységes, monofiletikus csoportot ad a Poaceae családdal (pl. gyékényfélék, békabuzogányfélék, broméliafélék, szittyófélék stb.). Az APG III-rendszerben kikerült a rendből a Hydatellaceae család az újonnan létrehozott tündérrózsa-virágúak rendjébe, illetve a békabuzogányfélék (Sparganiaceae) bekerültek a gyékényfélék családjába. Az új családok bevétele óta a perjevirágúak morfológiai sajátosságait meghatározni igen nehéz: az egyes családok virágszerkezete, életmódja, vegetatív szerveinek felépítése igencsak különböző. Közös jellemzőik az alábbiak:
- a rafidkristályok (kalcium-oxalát) hiánya,
- szabad, esetleg elágazó bibeszál,
- a magház környékén nincsenek nektáriumok,
- a mitokondriális sdh3 gén kiesése a kládon belül.

Sok fajuk szélbeporzású; a magok általában keményítőt tartalmaznak.
A rendbe 18 család tartozik, összesen mintegy 17 500 fajjal. A kréta, de főképpen a harmadkor óta ismeretesek. Nagy többségük lágyszárú, de van néhány fatermetű faj is.